# Scolecithrix longirostris
Scolecithrix longirostris är en kräftdjursart som beskrevs av Esterly 1913. Scolecithrix longirostris ingår i släktet Scolecithrix och familjen Scolecitrichidae. Inga underarter finns listade i Catalogue of Life.